# Fragma
I Fragma sono un gruppo dance tedesco, fondato nel 1998.

## Storia
I Fragma nascono nel 1998 dall'incontro dei fratelli Dirk e Mark Duderstad con il produttore discografico Ramon Zenker. Insieme compongono il singolo Toca Me, pubblicato nel 1999, che ottiene successo nelle classifiche dance di tutto il mondo e raggiunge la posizione numero #11 della UK Singles Chart.
Nell'anno 2000, da un mash–up tra la base musicale di Toca Me e la voce di Coco Star nella canzone I Need a Miracle del 1997, nasce Toca's Miracle, che il 22 aprile di quell'anno raggiunge la posizione numero uno della UK Singles Chart (dove ha venduto oltre 500,000 copie) e riscuote grande successo anche in Australia, dove entra nella Top 10, ed in Irlanda. Negli Stati Uniti entra nella US Billboard Charts al numero #99, dominando la speciale classifica dance International Dance Charts, mentre in Scandinavia si piazza alla posizione numero #2 ed in Italia raggiunge la posizione numero #19 tra i singoli più venduti.
Nel 2001 esce il primo album Toca, dal quale vengono estratti i singoli Everytime You Need Me e You Are Alive, che ottengono un buon successo soprattutto nel Regno Unito. Il singolo Everytime You Need Me è cantato da Maria Rubia ed in Italia il singolo fa parte della track list della compilation Hit Mania Dance Champions 2001.
Nel 2002 i fratelli Duderstadt aprono l'Evergreen-Terrace, il loro studio di registrazione personale. Nello stesso anno esce il loro secondo album Embrace. In molte canzoni presta la propria voce Damae Klein che aveva già collaborato ai tempi di You Are Alive. Da Embrace saranno poi estratti i singoli Say That You're Here, Embrace Me, Man In The Moon e Time And Time Again.
Nel 2006 esce il singolo Radio Waves, cantato da Kirsty Hawkshaw.
Segue un periodo di remix, come quello di Darude che lancerà Tocastorm, ed alla fine del 2007 gli Inpetto (nome sotto cui si celano i fratelli Duderstadt) pubblicheranno un remix di Toca Me.
Nel 2008 esce il singolo Toca's Miracle 2008, remix dell'omonima canzone del 2000, che raggiunge la posizione numero #3 della Global Dance Track di Billboard negli Stati Uniti, rimanendo in classifica per 33 settimane. In Inghilterra si piazza alla posizione numero #16, in Spagna raggiunge la posizione numero #2, mentre in Brasile conquista la vetta della Brazil Dance Chart ed in Australia si ferma alla posizione numero #2 della ARIA Club Charts. Nel tardo autunno del 2008 esce il singolo "Memory", che scala le classifiche europee, ottenendo molto successo soprattutto nella versione remixata da Klaas Gerling.
Nel 2009, i Fragma hanno pubblicato un nuovo singolo Forever And A Day e il videoclip del singolo è stato pubblicato il 19 novembre sul MySpace del gruppo. La canzone Believe di Acraze e Goodboys utilizza un campione della canzone sia di Fragma sia di Coco Star e riprende il ritornello principale. 

## Formazione

### Formazione attuale
- Damae Klein - voce (2001)
- Marco Duderstadt - dj (1998)
- Dirk Duderstadt - dj (1998)
- Ramon Zenker - produttore artistico (1998)

### Ex componenti
- Coco - voce (1999-2000)
- Maria Rubia - voce (2000)
- Kirsty Hawkshaw - voce (2006)

## Discografia

### Album
- 2001 - Toca
- 2002 - Embrace

### Singoli
- Toca Me (1999)
- Toca's Miracle [ Fragma vs Coco ] (2000)
- Everytime You Need Me (2001)
- You Are Alive (2001)
- Say That You're Here (2001)
- Embrace Me (2002)
- Time And Time Again (2002)
- Man In The Moon (2003)
- Radio Waves (2006)
- Deeper (2007)
- Toca's Miracle/Toca Me 2008 (2008)
- Memory (2008)
- Forever And A Day (2009)
- Oops Sorry (2011)
- Insane (In Da Brain) feat Djs From Mars (2011)